# Bevington
Bevington är en stad i Madison County och Warren County i den amerikanska staten Iowa. Staden hade 63 invånare vid folkräkningen år 2011.